# Yeoryang-myeon
Yeoryang-myeon (koreanska: 여량면) är en socken i Sydkorea. Den ligger i kommunen Jeongseon-gun i provinsen Gangwon, i den nordöstra delen av landet, 155 km öster om huvudstaden Seoul.